# Love Looks Better
«Love Looks Better» es una canción de la cantante y compositora estadounidense Alicia Keys. Se lanzó el 10 de septiembre de 2020 a través de RCA Records con UMPG como el cuarto sencillo de su séptimo álbum de estudio Alicia. Love Looks Better fue escrito por Keys, Larrance Dopson, Ryan Tedder, Noel Zancanella y producido por Keys, Tedder y Zancanella.

## Presentaciones en vivo
E 10 de septiembre de 2020, el tema se presentó en vivo en el concierto Kickoff de NFL Network 2020. Durante la actuación, mensajes de apoyo de la comunidad negra pasaron a través de la pantalla gigante detrás de ella y al final de su actuación, la advertencia «Vote» apareció en la pantalla durante las próximas elecciones presidenciales de Estados Unidos.
También anunció un fondo de donación de mil millones de dólares en asociación con la NFL para apoyar a las empresas y comunidades de propiedad negra. «Como artista, siempre estoy pensando en cómo puedo usar mi plataforma para promover la herencia racial. Este fondo es una de las respuestas y nuestro objetivo es empoderar a la América negra invirtiendo en negocios negros, inversionistas negros, instituciones, empresarios, escuelas y bancos de alguna manera. creando soluciones sostenibles», dijo en un comunicado de prensa.
La canción fue utilizada en un comercial de la NFL que también se estrenó el 10 de septiembre de 2020.

## Recepción crítica
Aaron William de Uproxx la describió como una «canción himno» que «emplea un ritmo en auge», mientras que la letra, en su opinión, «implora reavivar la pasión en una relación estancada». Según Manila Standard, la canción de «alta energía» es «ruidosa, apasionada y sin disculpas vulnerable». Nick Smith de musicOMH opinó que la canción contiene «algo de piano y voces celestiales» y la nombró la pista más destacada del álbum.

## Video musical
El video musical del sencillo fue lanzado el 24 de septiembre de 2020 y fue dirigido por Gina Prince-Bythewood. El video está ambientado en las calles de la ciudad de Nueva York y comienza con una escena en la que Keys es, según Uproxx, «llevado a un evento elegante» o, según Rap-Up, «grabando un video». Keys ve a una chica en la calle con un puño en el aire y la sigue, primero, en un auto y, luego, corriendo descalzo por la calle. Keys dramáticamente se quita la falda y toma un par de botas Timberland de una línea eléctrica. Al final del video, Keys, según Revolt «realiza un concierto improvisado encima de un camión estacionado» y finalmente encuentra a la niña en un porche y baila y vibra con la canción con ella. El video también presenta imágenes de personas que muestran su apoyo al movimiento Black Lives Matter. Keys lanzó imágenes detrás de escena de la realización del video el 27 de septiembre de 2020.

## Posicionamiento en listas
| Listas (2020)                              | Mejor posición |
| ------------------------------------------ | -------------- |
| Bélgica (Ultratip Bubbling Under Wallonia) | 39             |
| Países Bajos (Dutch Top 40 Tipparade)      | 23             |

## Historial de lanzamiento
| País           | Fecha                    | Formato                     | Discográfica    | Ref    |
| -------------- | ------------------------ | --------------------------- | --------------- | ------ |
| Varios         | 10 de septiembre de 2020 | Descarga digital, streaming | Sony Music, RCA | [ 22 ] |
| Estados Unidos | 21 de septiembre de 2020 | Radio Hot AC                | Sony Music, RCA |        |